# Kaitlalm

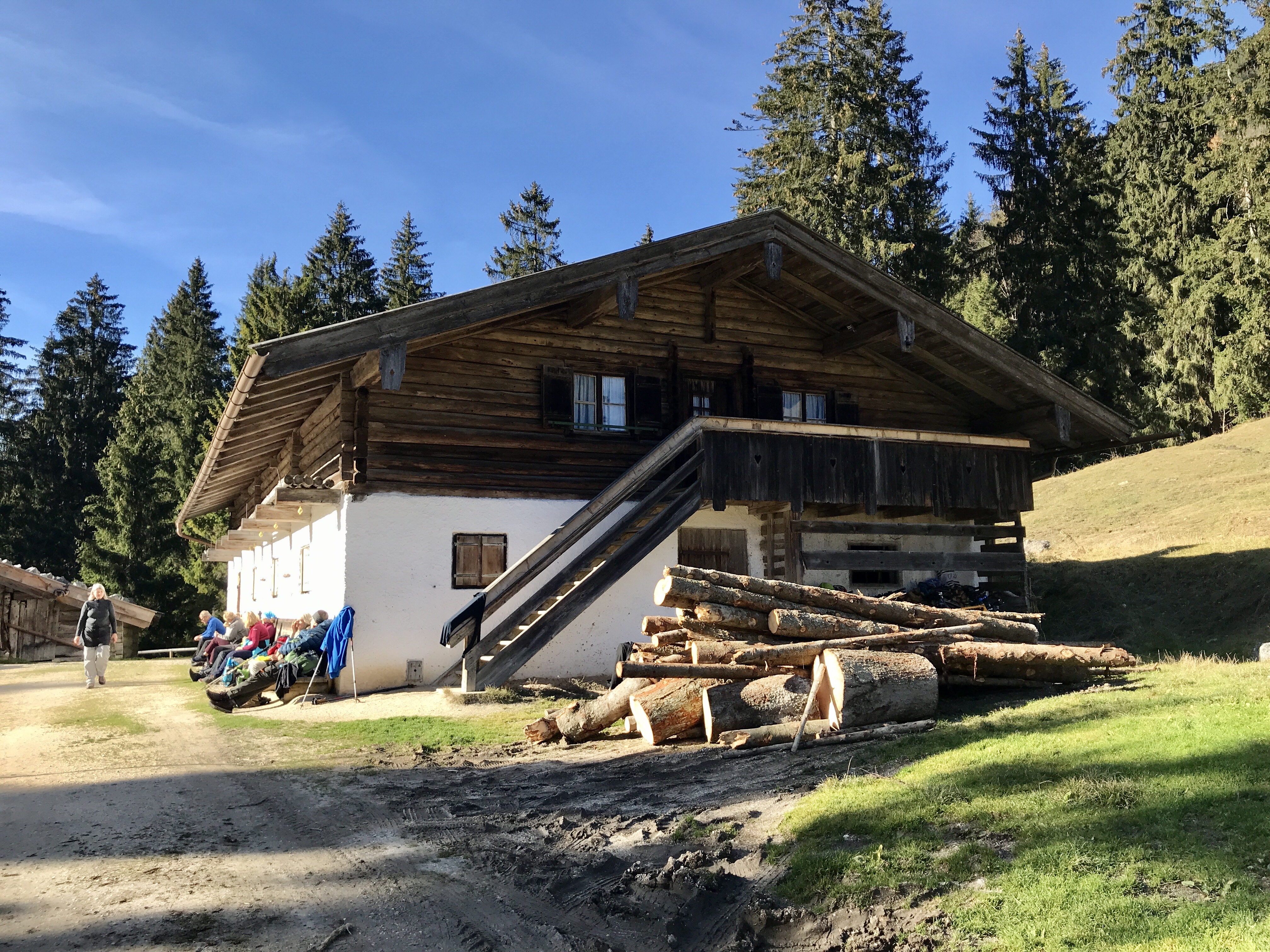
Wirtschaftsgebäude

Die Kaitlalm ist eine Alm im Zeller Forst in der Gemeinde Ruhpolding.
Der Kaser der Kaitlalm steht unter Denkmalschutz und ist unter der Nummer D-1-89-140-157 in die Bayerische Denkmalliste eingetragen. Das größere Wirtschaftsgebäude wurde 1952 errichtet.

## Baubeschreibung
Beim firstgeteilten Doppelkaser der Kaitlalm handelt es sich um einen überkämmten Blockbau mit Satteldach, der vermutlich im 17. Jahrhundert errichtet wurde.

## Heutige Nutzung
Die Kaitlalm ist bestoßen und wird seit 2017 wieder in den Sommermonaten ohne Ruhetag bewirtet.

## Lage
Die Kaitlalm liegt am Rauschberg direkt an der Quelle des Hinteren Schwarzachen auf einer Höhe von 970 m ü. NN. Bichleralm und Harbachalm sind etwa eineinhalb Kilometer in östlicher Richtung, die Schwarzachenalm zweieinhalb Kilometer in westlicher Richtung entfernt.